# NGC 4586
NGC 4586 (również PGC 42241 lub UGC 7804) – galaktyka spiralna (Sa), znajdująca się w gwiazdozbiorze Panny. Odkrył ją William Herschel 2 lutego 1786 roku. Należy do Gromady w Pannie.